# The Needles (McDonald-Inseln)
The Needles (englisch für Die Nadeln) sind eine Gruppe von Klippen und kleinen Inseln im Archipel Heard und McDonaldinseln. Sie liegen westlich von McDonald Island.
Wissenschaftler einer 1948 durchgeführten Kampagne der Australian National Antarctic Research Expeditions benannten sie.